# Економіка Монако
Економіка Монако розвивається в основному за рахунок туризму, грального бізнесу, будівництва, а також за кошти ЗМІ, які висвітлюють життя княжої сім'ї. Через фактичну відсутність вільних земель, сільське господарство в країні відсутнє. Близько 90 % економічно активного населення зайнято в сфері послуг, що забезпечує 50 % ВВП країни, 8 % зайняті в дрібних промислових підприємствах (ця частка становила близько 13 % 1993 року).

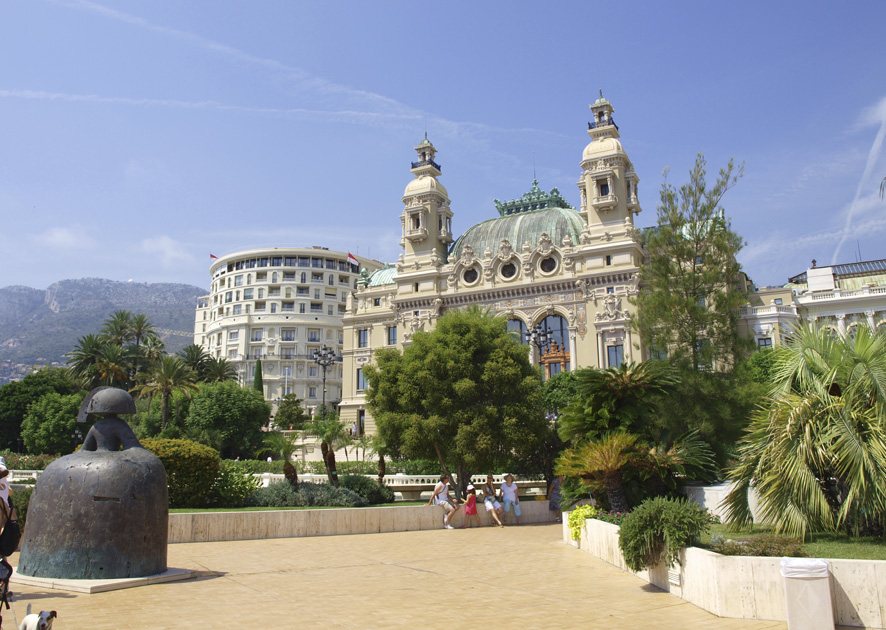
Казино в Монте-Карло і готель «Париж».

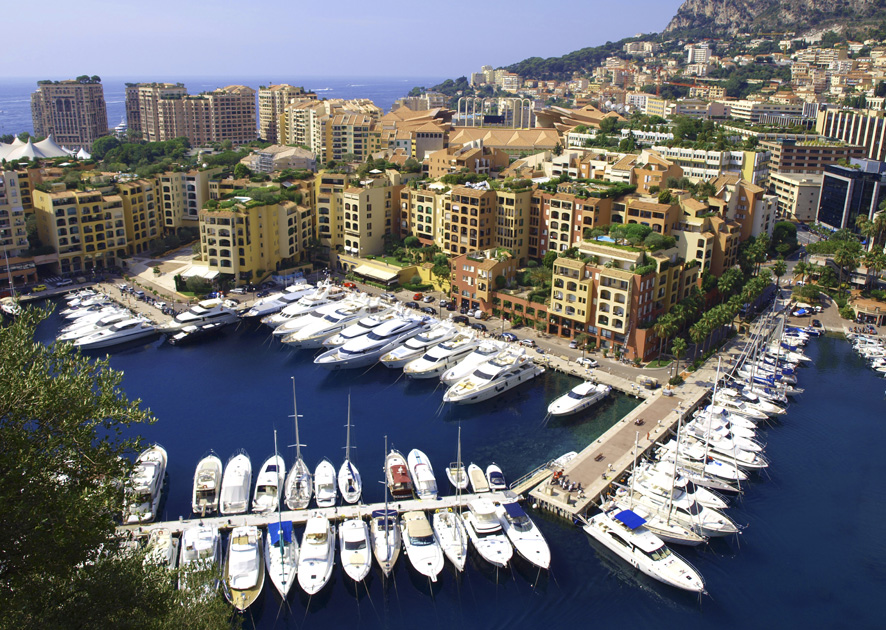
Нова гавань у Фонтвіллі.

Монако, маючи вихід до Середземного моря, стало популярним курортом, привабливим для туристів через казино та приємний клімат.

## Особливості

### Переваги
Обіцяна банківська таємниця і низькі податки залучають мільярдні статки з-за кордону. Наприкінці 90-х рр. обсяг коштів, збережених у монакських банках, мав щорічний приріст 18 %. Відсутній зовнішній борг, валютні резерви порядку $ 2 млрд. Низьке безробіття (3 %).

### Слабкі сторони
Відповідно до угоди із Францією з 1994 р. підозрілі рахунки банки розкривають, як, втім, тепер у всіх інших країнах. Залежність від економічних коливань у Франції й Італії. ПДВ приносить 55 % державних доходів. Вимога ЄС посилити банківське й податкове законодавство. Відсутність мінеральних ресурсів, повна залежність від імпорту.
Князівство успішно залучає до себе різноманітні, екологічно безпечні, галузі промисловості з усього світу. Причина — малі податки й цілком скасований державний податок з індивідуального прибутку. Князівство, однак, утримує монополії в декількох галузях, у тім числі: вироби з тютюну, телефонні лінії, пошта. Рівень життя — високий (приблизно такий, як у багатих районах Франції). Відсоток безробітних у 1999 році був 22 %. З 2002 року національна валюта — Євро.

## Азартні ігри
Азартні ігри в Монако — це легальна сфера бізнесу, що приносить економіці країни суттєвий прибуток. Прямо чи опосередковано сфера казино 2013 року принесла Монако 86 % прибутку. Монте-Карло в Монако був ігровою столицею Європи та світу задовго до появи казино в Лас Вегасі та Макао. Це надзвичайно маленьке місце, де проживає 30 тис. жителів.